# اوکاپی (فلوریدا)
اوکاپی (به انگلیسی: Ochopee) یک منطقهٔ مسکونی در ایالات متحده آمریکا است که در شهرستان کلیر، فلوریدا قرار دارد.